# Naja nigricincta
Naja nigricincta é uma espécie de cobra cuspideira [en] do gênero Naja, pertencente à família Elapidae. Nativa de desertos e regiões mais secas da África Austral, a espécie é predominantemente noturna e frequentemente avistada cruzando estradas à noite. Duas subespécies são reconhecidas.

## Taxonomia
Por muito tempo, Naja nigricincta foi considerada uma subespécie de Naja nigricollis, mas diferenças morfológicas e genéticas levaram à sua classificação como uma espécie distinta.

## Subespécies
Duas subespécies são atualmente reconhecidas sob Naja nigricincta. A subespécie nominotípica N. n. nigricincta possui nomes vernáculos na língua inglesa de zebra spitting cobra (cobra-cuspideira-zebra) devido às barras transversais escuras que percorrem toda a extensão do corpo da serpente. A subespécie N. n. woodi é completamente preta e encontrada apenas em áreas desérticas da África Austral. Ambas as subespécies são menores que N. nigricollis, com comprimento médio de adultos inferior a 1,5 m.
| Subespécie        | Autor do táxon | Distribuição geográfica                                | Diferenças regionais |
| ----------------- | -------------- | ------------------------------------------------------ | --- |
| N. n. nigricincta | Bogert 1940    | Centro e norte da Namíbia e sul de Angola              | Marrom-acinzentado, amarelo ou rosa com faixas transversais escuras em toda a extensão do corpo                                                                           |
| N. n. woodi       | Pringle 1955   | Sul da Namíbia, sul do Botsuana, Lesoto, África do Sul | Preto fosco em adultos. Filhotes são cinza com cabeça preta sólida. Distintamente diferente de Naja nigricollis em tamanho e por ser completamente preta. (S.Angeli 2017) |

## Descrição

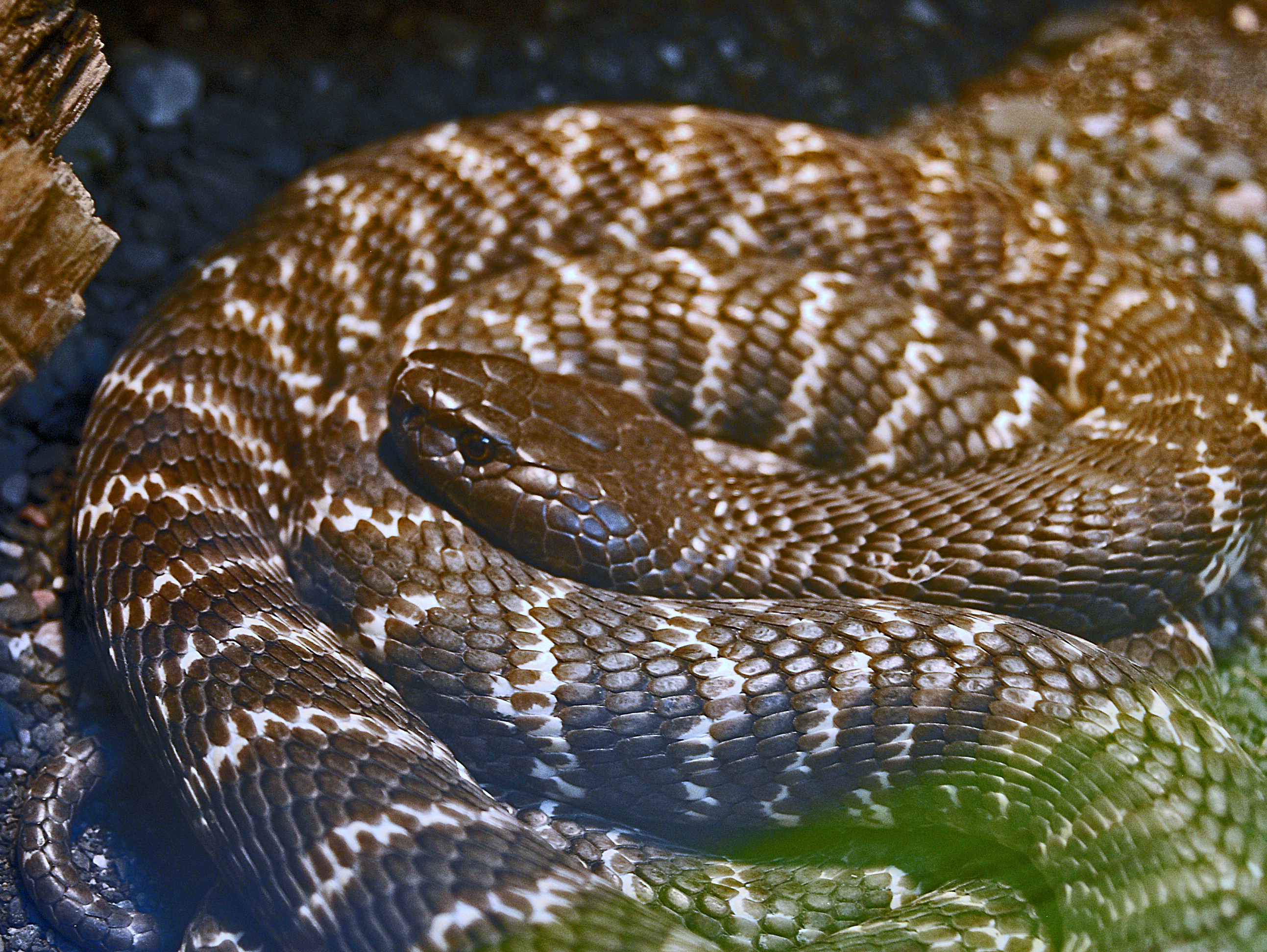
Naja nigricincta possui listras semelhantes às da zebra

Naja nigricincta é uma cobra cuspideira venenosa ovípara com corpo marrom-escuro a preto, apresentando faixas transversais esbranquiçadas ou amarelo-claras ao longo do lado dorsal, semelhantes a uma zebra. Essas listras são geralmente uniformemente espaçadas e podem ser completas ou fragmentadas. As escamas ventrais variam de branco a laranja. Em jovens, a coloração geral é mais clara que nos adultos.
Como outras espécies de Naja, esta serpente pode achatar a cabeça e o pescoço formando um capuz. A cabeça e o capuz são uniformemente marrom-escuros ou pretos.
Como outras cobras cuspideiras africanas, N. nigricincta injeta seu veneno altamente citotóxico na camada subdérmica da fáscia. O veneno de Naja nigricincta pode causar hemorragias graves, necrose e paralisia nas vítimas de mordidas. Crianças pequenas sofrem uma alta mortalidade, mas raramente é fatal em adultos. Essas cobras também podem cuspir seu veneno, atingindo seus alvos com grande precisão e causando cegueira temporária ou permanente.
Quatorze pacientes com mordidas de N. nigricollis comprovadas, atendidos na região da savana da Nigéria, não apresentaram sinais neurológicos, como lesões nos nervos cranianos e paralisia respiratória. Mas todos apresentaram inchaço local, em oito casos envolvendo todo o membro, e dez desenvolveram necrose tecidual local.

## Distribuição
Esta espécie é nativa de partes da África Austral (sul de Angola, Namíbia, Botsuana, Lesoto e África do Sul).
A serpente frequenta habitações humanas, tanto urbanas quanto rurais, e é comumente encontrada dentro de residências. A maioria das picadas ocorre à noite, enquanto as vítimas estão dormindo.